# Симон Милков
Симон Златков Милков е български влогър, ютюбър и престъпник, осъждан многократно по хулигански подбуди. Той е автор на ютюб-канала „Шибанистан“.

## Биография
Симон Милков е роден във Велико Търново. През 2012 г. се включва в политиката като координатор на сдружение „СИЛА“, което блокира кръстовищата в България заради високите цени на горивата. Впоследствие се включва в политическия проект на Николай Бареков „България без цензура“. Участва активно в контрапротестите в защита на тогавашния главен прокурор на България Иван Гешев, както и в много други мероприятия по площадите, където пръв взема участие, като ръководи хората от организацията и често прекрачва границите на позволеното от закона.
Към местните избори през 2015 г. е упълномощен представител на партия „България без цензура“.
По време на изборите през 2021 г. Симон Милков започва да се представя за разследващ журналист, който задава на политиците неудобни въпроси. През октомври 2021 г. той взима интервю от Делян Пеевски от ДПС, в което Пеевски отрича, че го засягат санкциите на САЩ по закона „Магнитски“. Ден преди края на предизборната кампания провежда интервю и с бившия български министър-председател Бойко Борисов от ГЕРБ.
През януари 2022 г. се среща с Костадин Костадинов от партия „Възраждане“ в Народното събрание и му задава въпроси, след които следва скандал. Задава му въпроса как си е купил къща за „ниската“ цена от 180 хил. лв.
На 23 април 2024 г. Симон Милков пресреща Бойко Рашков от „ПП-ДБ“ на стълбището на Народното събрание, преди и след заседанието на анкетната комисия за Агенция „Митници“, за да му иска обяснение за отношенията си със задържаните Стефан и Марин Димитрови по делото за контрабанда, като го предизвиква да му замахне.
На 16 юни 2024 г. председателят на Комисията по журналистическа етика на Съюза на българските журналисти Мария Нецова изпраща осъдително писмо относно поведението на Симон Милков.
През юли 2024 г. се създава временната комисия за разследване на „Исторически парк“, която разследва дейността на Ивелин Михайлов от партия „Величие“. Тя е създадена по предложение на „Възраждане“ и „Има такъв народ“. Симон Милков е включен като обвинител във временната комисия.

### Престъпления
На 13 май 2016 г. във Велико Търново катастрофира, като нанася щети на три автомобила. Установено е шофиране без книжка и концентрация от 1,75 промила алкохол в кръвта, за което съдът му налага наказание лишаване от свобода за една година условно с изпитателен срок от три години и глоба от 500 лева.
На 15 ноември 2016 г. на бул. „Мария Луиза“ в София е заловен да шофира без книжка. Това се случва само шест месеца след като свидетелството за управление на МПС му е отнето и му е наложена забрана да шофира. За нарушението му се налага наказание лишаване от свобода за срок от три месеца, стига се до споразумение и наказанието му е заменено с глоба.
На 16 декември 2018 г. Симон Милков предизвиква скандал и физически напада Галин Николов в Горна Оряховица, като го наръгва с нож.
През 2019 г. той се сбива с 46-годишния Белгин – Бигито заради обиди към сина му.

## Протестни действия

### Смъртта на Момчил Георгиев
На 3 април 2024 г. Момчил Георгиев от Попово е намерен мъртъв край пътя за село Кардам, неговият мотор Suzuki Hayabusa 1300 е на парчета, а каската, ръкавиците и обувките са разхвърлени в различни посоки. Свидетел, който е освидетелстван и криминално проявен, твърди, че по Момчил е стреляно и споделя това с родителите на загиналото момче.
Родителите на Момчил привикват Милков, който изважда безпочвени обвинения, че момчето е убито от служител на МВР, и че от МВР прикриват случая. Твърди че лекаря, извършил аутопсията, директора на болницата в Търговище, собственикът на погребална агенция „Апофис“ в Попово и полицаите са замесени.
На 25 септември 2024 г. Милков организира протести в Попово. В продължение на месеци участва в организацията на протестите в Попово и Търговище пред сградата на Областната дирекция на МВР. Прави се ексхумация на тялото на Момчил, от която става ясно, че не е стреляно по него.
На 12 октомври 2024 г. пред ОД на МВР в Търговище на протест се събират около 3000 души, предимно хора от региона и мотористи.
В началото на ноември 2024 г. Милков организира незаконна блокада на пътя Бяла – Попово, в знак на гражданско неподчинение, като се пропускат само училищни автобуси, линейки и пожарни коли.
На 2 декември 2024 г. е задържан за 24 часа от МВР в Попово. Той е обвинен, че след словесни пререкания и отправяне на обиди, е ритнал човек и наплюл негови опоненти, след което е запалил пожар пред РПУ Попово. Часове след задържането му негови поддръжници се събират да протестират пред сградата на ОД на МВР-Търговище. На 3 декември 2024 г. Районен съд – Попово удължава срока му за задържане до 72 часа.
На 12 декември 2024 г. голям брой негови поддръжници се събират пред ОД на МВР-Търговище, а след това пред Съдебната палата в центъра на Търговище с искане за освобождаването му.